# Pierre Beaufays
Pierre A.E.Gh. Beaufays, né le 29 mai 1943 à Noville-les-Bois et mort le 23 décembre 2024 à Éghezée,, est un homme politique belge wallon, membre du PSC.
Il est régent littéraire, professeur.
Il est chevalier de l’Ordre de Léopold et médaille civique de 1re classe.

## Fonctions politiques
- Président de la section locale du CDH depuis le 1er mars 2013.
- Député fédéral et conseiller régional wallon du 13 décembre 1987 au 5 mai 1999.
- Ancien secrétaire du Conseil de la Communauté française.
- Conseiller communal d'Éghezée.
- Membre de l'Organisation pour la sécurité et la coopération en Europe.

## Distinctions
- Chevalier de l'ordre de Léopold